# Janja Šegel
Janja Šegel, slovenska plavalka, * 17. junij 2001.
Janja Šegel je za Slovenijo nastopila na plavalnem delu Poletnih olimpijskih iger 2016 v Rio de Janeiru, kjer je osvojila 15. mesto v štafeti 4x200m prosto.